# 페르난도 데 에스파냐
페르난도 데 에스파냐(스페인어: Fernando de España, 독일어: Ferdinand von Spanien) 또는 페르디난트 폰 외스터라이히(스페인어: Don Fernando de Austria, 독일어: Ferdinand von Österreich)는 합스부르크가 소속 스페인 제국과 신성 로마 제국의 군인이자, 톨레도 대주교, 네덜란드 총독, 오스트리아 대공 등을 역임했다. 1609년 스페인 엘에스코리알에서 태어난 그는 일생 동안 네덜란드 독립 전쟁, 30년 전쟁, 프랑스-스페인 전쟁 등 여러 전장을 돌아다녔다. 역사학자들은 페르난도를 합스부르크 스페인의 마지막 전략가이자 뛰어난 군인으로 평가하고 있으며 그의 이른 죽음이 합스부르크 스페인의 유럽 내 헤게모니를 종식시킨 데 기여했다고 보기도 한다.

## 생애

### 청소년기
1609년 스페인 마드리드 근처의 엘에스코리알에서 태어난 페르난도는 스페인 국왕이자 포르투갈 국왕이었던 스페인의 펠리페 3세와 신성 로마 황제 페르디난트 2세의 누이인 오스트리아의 마르가레테의 아들이었다. 그의 형제자매로는 펠리페 4세와 프랑스의 왕비 안 도트리슈가 있었다.
그의 아버지는 그가 성직자의 길을 걷기를 원했기 때문에, 페르난도는 1619년에 스페인의 대주교로 승격되어 톨레도 대주교가 되었다. 얼마 지나지 않아 그는 추기경으로 서임되었다. 추기경-인판테라는 칭호는 추기경으로서의 위엄과 스페인의 왕자(스페인어로는 인판테)로서의 지위를 결합한 것이었다.

### 뇌르틀링겐 전투로 이어진 사건들
1630년에 페르난도의 숙모 이사벨 클라라 에우헤니아는 그를 스페인령 네덜란드의 후계자로 삼을 계획이었다. 총독에 걸맞은 방식으로 네덜란드로 가기 위해서는 강력한 군대가 그를 동반해야 했다. 당시 진행 중이던 네덜란드 독립 전쟁에서 네덜란드 해군과의 전투 위험에 노출될 수 있었으므로, 스페인에서 배로 여행하는 것은 선택지가 아니었다. 그래서 1633년, 그는 훈련을 받았던 카탈루냐 총독직을 그만두고 제노바로 갔다. 그는 롬바르디아주, 티롤 백국, 슈바벤을 거쳐 유명한 스페인 길을 통해 행진한 다음, 라인강을 따라 네덜란드로 갈 계획으로 밀라노의 군대와 합류했다. 페르난도는 또한 일련의 수비대를 통해 이 보급로를 확보하고, 30년 전쟁에서 스웨덴군에 맞서 황제인 매부의 아들이자 상속자인 헝가리의 페르디난트 3세 국왕의 군대를 지원할 계획이었다.
질병으로 인해 그의 이동이 지연되자, 그는 군대의 절반을 페리아 공작의 지휘 아래 먼저 보냈다. 그러나 이 군대는 베른하르트 폰 작센바이마르와 구스타프 혼의 스웨덴군과의 전투 중에 심하게 병력을 잃었다. 스페인군은 제국군 사령관 알브레히트 폰 발렌슈타인에게 4,000명의 기병을 요청했지만 거절당하자 스페인군은 자체적으로 병력을 조달해야 했다. 추기경-인판테는 1634년 1월에 사망한 페리아 군대의 잔존 병력을 바이에른주에서 수습하며 1634년에도 여행을 계속할 수 있었다.

### 뇌르틀링겐 전투
한편, 헝가리의 페르디난트는 1634년 7월 레겐스부르크에서 스웨덴군을 격파할 수 있었다. 페르디난트와 그의 사촌 추기경-인판테 페르난도는 그들의 군대를 합치기 위해 경쟁했다. 베른하르트 폰 작센바이마르와 구스타프 호른의 스웨덴군은 이 합류를 필사적으로 막으려 했지만, 헝가리의 페르디난트를 따라잡을 수 없었다. 페르난도는 1634년 8월 다뉴브강을 건넜다. 9월에는 양측 군대가 합류하여 슈바벤의 뇌르틀링겐 남쪽에 진을 쳤다. 그 당시 뇌르틀링겐은 작은 스웨덴 수비대에 의해 보호되고 있었다. 얼마 후, 베른하르트 폰 작센바이마르와 구스타프 호른의 군대도 뇌르틀링겐에 도착하여 결정적인 뇌르틀링겐 전투를 준비했다. 페르난도와 그의 사촌 페르디난트는 제국군 사령관 마티아스 갈라스와 같은 더 경험 많은 장군들의 조언을 무시하고 전투를 준비했다. 베른하르트와 호른 역시 전투를 준비했지만, 그들은 이제 서로 경쟁하며 의견이 일치하지 않았다. 또한 그들은 사망한 페리아 공작의 스페인군이 페르난도에 합류했다는 사실을 알지 못하고 적군 병력이 7,000명에 불과하다고 잘못 보고하여 수적으로 우세한 적군을 과소평가했다(스웨덴군 보병 16,000명에 비해 적군은 21,000명). 전투 중 스웨덴군은 거의 모든 것이 잘못되었고, 이는 주로 스페인 보병의 노력 덕분이었으며, 페르난도는 큰 승리를 거두었다. 하일브론으로 도망친 스웨덴군은 옛날의 그림자에 불과했다.

### 스페인령 네덜란드

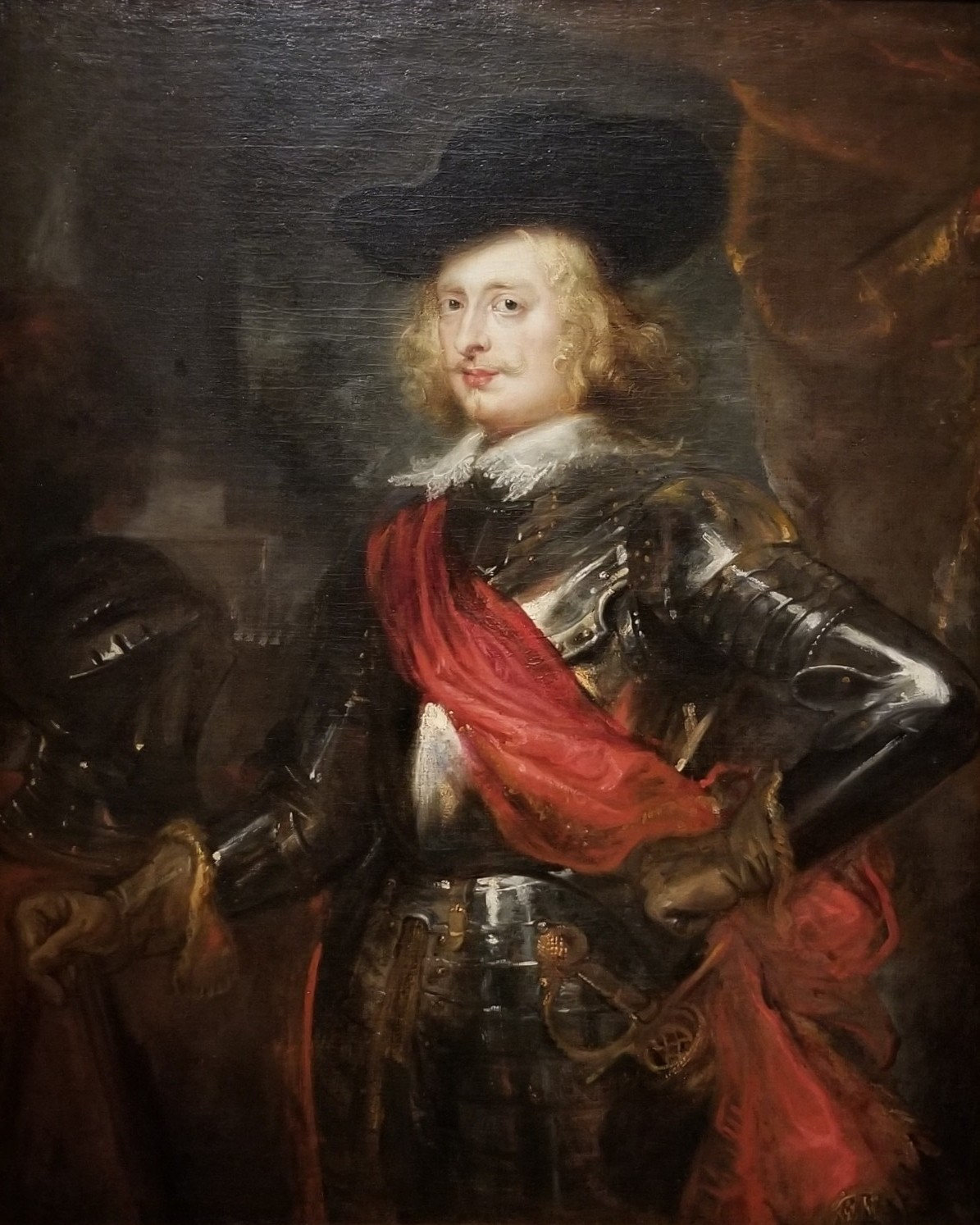
1635년 플랑드르 화가 페테르 파울 루벤스가 그린 페르난도 대공. 존 앤 메이블 링글링 미술관 소장

헝가리 국왕은 사촌에게 독일에 머물며 독일 지배력을 강화하도록 설득하려 했지만, 추기경-인판테 페르난도는 전투 직후 거의 즉시 군대를 이끌고 브뤼셀로 향했다. 1634년 말, 그는 총독으로서의 모든 영광을 누리며 브뤼셀에 입성했다. 브뤼셀에서 성직자에 대한 반감이 컸기 때문에 그는 자신의 종교적 지위를 축소하고 세속적 지위를 강조했다. 페르난도는 능숙한 정치인이자 외교관이었으며, 빠르게 정부와 군대를 개혁했다. 특히 그는 프랑스에 맞서 플람스인들의 지지를 얻는 데 성공했다. 그러나 그의 권한은 비밀리에 제한되었고, 그의 군대 지휘관은 필요한 경우 페르난도의 명령이 아닌 스페인의 명령을 따르도록 지시받았다.
1635년, 프랑스군은 나뮈르를 공격하여 마스트리흐트 근처에서 네덜란드군과 합류할 계획이었으나, 잘 준비된 방어선에 의해 저지당했다. 뢰번 공성전에서 침략군인 프랑스-네덜란드 연합군은 보급 문제로 심하게 고통받고 질병과 탈영으로 크게 병력이 줄어들었으며, 스페인 구원군이 도착하자 후퇴할 수밖에 없었다. 이로 인해 페르난도 휘하의 스페인군은 공세로 전환할 수 있었다. 네덜란드군은 격퇴되었고 프랑스군은 후퇴했다. 페르난도는 이어서 디스트, 고흐, 헤넙, 림부르흐, 그리고 스헤인컨스한츠를 점령할 수 있었다.
"프랑스는 나에게 (나의 형이 아니라 나에게) 전쟁을 선포했고, 나는 그때부터 그들의 군대와 우리의 매제 루이와 그의 무자비한 대신 리슐리외의 음모에 맞서 싸워야 했다." – 추기경-인판테 페르난도

스페인의 추기경-인판테 페르난도의 문장.

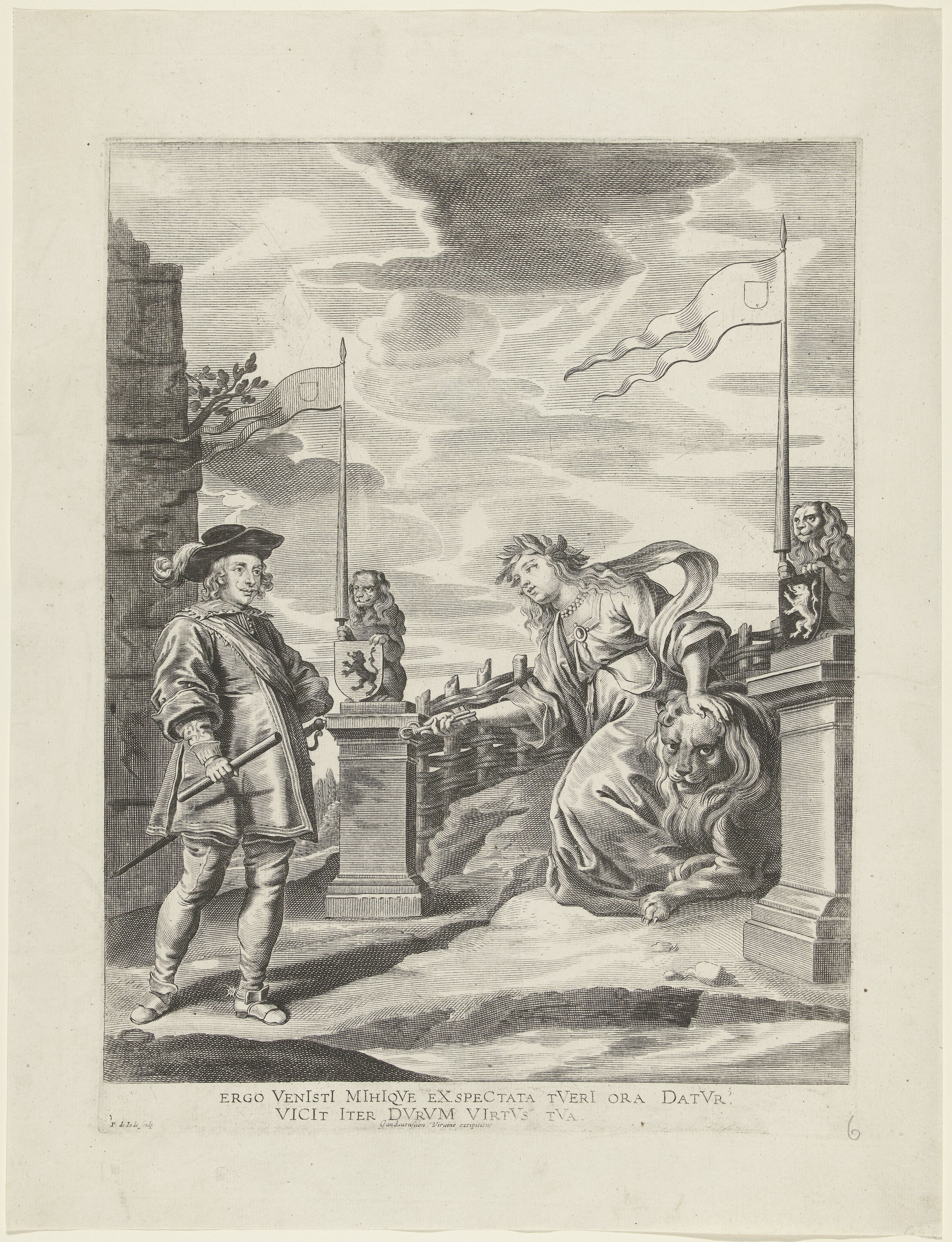
"페르디난트가 헨트의 성모에게서 도시의 열쇠를 받다", 1635년 추기경-인판테 페르난도의 헨트 입성 축하를 위해 안툰 판 덴 헤이벨이 그린 그림을 바탕으로 한 판화

1636년, 페르난도는 스페인령 네덜란드에서 마지막 프로테스탄트 성직자들을 해임하고, 이르송, 르 카틀레, 라 카펠을 점령하고, 크로아티아 군대 등 근세의 전형적인 다국적 군대를 사용하여 룩셈부르크를 확보하는 등 군사적 반격을 계속했다. 그리고 솜므 강 도하 동안 프랑스의 요새인 코르비까지 진출하여 파리를 위협했다.
1637년, 스페인군이 프랑스군과의 전투에 집중하는 동안, 12년간 스페인 통제하에 있던 비교적 방어가 취약했던 브레다는 오라녜 공의 3개월간의 공성전 끝에 네덜란드가 탈환했다. 브레다의 상실은 스페인의 위신에 타격이었다. 그 해 페르난도가 뫼즈강 유역의 네덜란드 도시인 펜로와 루르몬트를 점령하여 마스트리흐트를 네덜란드 공화국으로부터 효과적으로 차단하고,  동쪽에서 스페인령 네덜란드에 대한 네덜란드의 추가 공격을 막았다는 점에서 전략적 중요성은 훨씬 적었다. 남부 전선에서 페르난도는 라 카펠, 랑드르시, 담빌레르를 프랑스에 잃었지만, 그들을 모뵈주 남쪽으로 후퇴시켰다.
1638년, 페르난도의 군대는 안트베르펜, 생토메르, 헬데른을 네덜란드와 프랑스군으로부터 성공적으로 방어했다. 페르난도는 칼로 전투에서 네덜란드군에 대승을 거두었다. 직후 스페인 국왕인 그의 형에게 보낸 편지에서 페르난도는 그 전투를 "저지대 국가에서 전쟁이 시작된 이래 폐하의 군대가 거둔 가장 위대한 승리"라고 묘사했다.
1639년, 페르난도는 다시 프랑스-네덜란드 연합군의 계획을 좌절시켰다. 네덜란드 해군은 영국 해안의 다운즈 해전에서 스페인 주력 함대를 격파했지만, 배에 실린 군대 대부분, 즉 보병 7,000명에서 10,500명이 됭케르크에 상륙하는 것을 막지는 못했다. 페르난도가 훌스트에 대한 오라녜 공의 진격을 좌절시키는 동안, 피콜로미니 백작 휘하의 제국-스페인 연합군은 남부의 주력 프랑스군을 티옹빌 전투에서 격파했다.

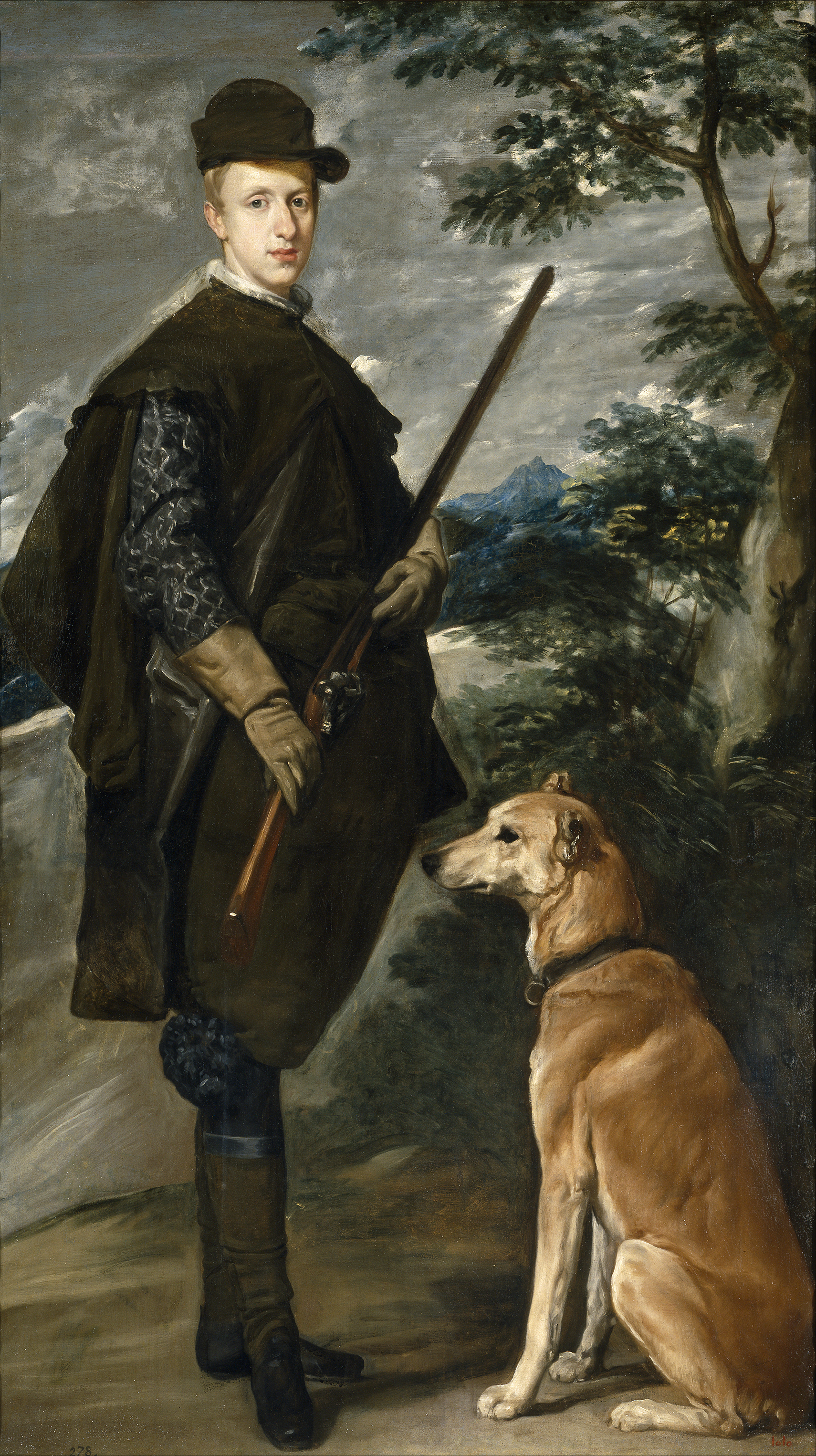
디에고 벨라스케스가 그린 악타이온으로서의 오스트리아 추기경-인판테 페르디난트

1640년, 훌스트와 브뤼허에 대한 네덜란드군의 공격은 페르난도 휘하의 지역 스페인 수비대에 의해 격퇴되었다. 남쪽에서는 지베의 스페인 요새 샤를몽 요새에 대한 공격이 실패한 후, 프랑스군은 아르투아 백국의 수도인 아라스에 대규모 공세를 시작했다. 페르난도는 군대를 지휘하여 프랑스 전선을 돌파하려고 시도했지만 실패했다. 도시는 마침내 8월 9일 항복했다. 이 도시의 함락은 5년간의 전투 끝에 프랑스가 전쟁에서 거둔 첫 번째 중요한 승리였다.

### 몰락
하지만 그의 군사적 적보다 더 위험한 것은 스페인 궁정의 적들이었다. 수많은 소문과 거짓말이 떠돌았고, 페르디난트가 프랑스 국왕의 도움을 받아 스페인령 네덜란드의 독립적인 통치자가 될 계획이라고 주장되었다. 이 소문은 프랑스 궁정이 페르디난트를 프랑스 국왕의 형인 오를레앙 공작 가스통의 (맏)딸인 몽팡시에 여공작 안마리루이즈 도를레앙과 결혼시킬 계획이라는 또 다른 소문에 의해 증폭되었다. 전자의 주장은 사실이 아니었지만, 그의 누이 스페인의 아나는 유럽 최고의 상속녀인 페르디난트와 안 마리 루이즈의 결혼을 제안했다. 설상가상으로 스페인 제국은 군사적, 재정적으로 극심한 압박을 받고 있었다. 추기경-인판테는 심지어 1640년 포르투갈 독립 전쟁에 맞서 스페인으로 병력을 보내라는 상충되는 명령을 받기까지 했다.